# Abu Sa'id
Abū Saʿīd Bahādur Khān, detto anche Abū Sayyed Bahādur (mongolo ᠪᠦᠰᠠᠢ ᠪᠠᠬᠠᠲᠦᠷ ᠬᠠᠨ, Busayid Baghatur Khan (persiano; urdu; arabo: in persiano  ابو سعید بہادر خان‎; Ujan, 2 giugno 1305 – Soltaniyeh, 1º dicembre 1335), è stato il nono sovrano dell'Ilkhanato mongolo in Iran.

## Biografia
Primo Īl-Khān ad avere un nome completamente islamico, Abū Saʿīd, ancora bambino ed erede designato di Oljeitu, aveva avuto dai Mongoli il titolo di Baghatur (in moderna lingua mongola Баатар), che significava "eroe" dopo che nel 1306 e nel 1322, l'Orda d'Oro era stata sconfitta e dopo che la rivolta del caraita Rinchin era stata domata.

Durante i primi tempi del suo regno, non appena fu decapitato il rinomato studioso e Vizir Rashid al-Din Hamadani (un ebreo convertito all'islam), l'Emiro Chūpān governò de facto l'Ilkhanato. Nel 1325 Chūpān sbaragliò una forza militare guidata dal Khan dell'Orda d'Oro Muhammad Uzbeg e invase ancora una volta i loro territori.
Abū Saʿīd s'innamorò della figlia di Chūpān, Baghdad Khatun. Gli sforzi dell'Emiro di legare a sé Abū Saʿīd dandogli in sposa la figlia, malgrado ella fosse già sposata con Ḥasan-e Bozorg, un'altra figura di grande rilievo dell'epoca, non facilitarono la situazione. Nell'agosto del 1327 Abū Saʿīd fece uccidere un figlio di Chūpān, Dimashq Kaja, apparentemente per la sua tresca con una ex-concubina di Oljeitu. In seguito lo stesso Chūpān fu ucciso dai Kartidi, signori di Herat. Nel frattempo i Mamelucchi decapitarono Timurtash, figlio di Chūpān, che nei primi tempi s'era ribellato all'Ilkhanato in veste di Governatore, ottenendo un inusuale perdono.
Abū Saʿīd morì senza eredi o successori designati, lasciando l'Ilkhanato consumato dalla lotta per il potere tra le principali famiglie nobili, come i Chupanidi, i Jalayridi o da movimenti quale quello dei Sarbadar. Lo Stato perse coesione dopo la sua morte, dando vita a una pletora di staterelli governati da Mongoli, Turchi e Persiani. Il grande viaggiatore berbero Ibn Battuta fu stupito nello scoprire, al suo ritorno in Persia, che quello che gli era sembrato un regno possente appena venti anni prima, s'era dissolto tanto rapidamente.